# Hamel (rivier)
De Hamel is een rivier van 20 kilometer lengte, die uitmondt in de Wezer. Het stroomgebied ligt in Hamelen-Pyrmont in Nedersaksen.

## Stroomgebied
De Hamel ontspringt op de  bergrug Süntel in het Weserbergland en stroomt van daar door het Deister-Sünteldal en het Weserdal waar ze in de Wezer uitmondt. De bron ligt op privéterrein in het dorp Hamelspringe, vanwaar de waterloop zuidwaarts stroomt naar Bad Münder am Deister en Hamelen.
Vlak voor Hamelen ligt er een stuw waardoor het verloop wordt gesplitst in de Hamel en Fluthamel. Hierdoor stroomt het water op twee plaatsen in de Wezer.

## Toevoer
De Hamel vervoert hoofdzakelijk water van de Süntel, maar ze neemt ook water mee van beken uit de Deister, de Kleine Deister, de Nesselberg en de Ith. Dit zijn voornamelijk de volgende bergbeken:
- Voßbeeke (Süntel)
- Bredenbeeke (Deister)
- Teufelsbeeke (Süntel)
- Gelbbach (Nesselberg)
- Sedemünder Mühlbach (Kleine Deister/Nesselberg)
- Steinbach (Süntel)
- Flegesser Bach (Süntel)
- Herksbach (Süntel)
- Remte (Ith)